# Live at the Rainbow
Live at the Rainbow es un VHS de la grabación de un concierto en el Rainbow Theatre en la ciudad de Londres - Inglaterra realizado por la banda de Rock inglesa Queen el 20 de noviembre de 1974 durante el Sheer Heart Attack Tour. El vídeo se encontró únicamente en formato VHS durante mucho tiempo, hasta que en septiembre de 2014 fue publicado Live at the Rainbow '74. 

## Lista de canciones
1. Procession
2. Now I'm Here
3. Ogre Battle
4. White Queen (As It Began)
5. In the Lap of the Gods
6. Killer Queen
7. The March of the Black Queen
8. Bring Back that Leroy Brown
9. Son and Daughter
10. Guitar Solo
11. Father to Son
12. Drum Solo
13. Keep Yourself Alive
14. Liar
15. Son and Daughter (Reprise)
16. Stone Cold Crazy
17. In the Lap of the Gods... Revisited
18. Jailhouse Rock
19. God Save the Queen

## Miembros
- Roger Taylor – Batería, voces y percusión.
- Freddie Mercury – Voz solista, piano y voces.
- John Deacon – Bajo eléctrico y voces.
- Brian May – Guitarras, voces, piano y Ukelele en Bring Back that Leroy Brown.